# Dendrophilia
Dendrophilia là một chi bướm đêm thuộc họ Gelechiidae.